# Кошов
Кошо́в (болг. Кошов) — село в Русенській області Болгарії. Входить до складу общини Іваново.

## Населення
За даними перепису населення 2011 року у селі проживали 316 осіб, з них 310 осіб (99,0%) — болгари.
Розподіл населення за віком у 2011 році:
Динаміка населення: